# Velika nagrada Južne Afrike 1971
Velika nagrada Južne Afrike 1971 je bila prva dirka Svetovnega prvenstva Formule 1 v sezoni 1971. Odvijala se je 6. marca 1971.

## Rezultati

### Kvalifikacije
| Poz | Št | Dirkač             | Konstruktor      | Čas    | Zaostanek |
| --- | -- | ------------------ | ---------------- | ------ | --------- |
| 1   | 9  | Jackie Stewart     | Tyrrell-Cosworth | 1:17,8 | —         |
| 2   | 19 | Chris Amon         | Matra            | 1:18,4 | +0,6      |
| 3   | 5  | Clay Regazzoni     | Ferrari          | 1:18,7 | +0,9      |
| 4   | 6  | Mario Andretti     | Ferrari          | 1:19,0 | +1,2      |
| 5   | 2  | Emerson Fittipaldi | Lotus-Cosworth   | 1:19,1 | +1,3      |
| 6   | 20 | John Surtees       | Surtees-Cosworth | 1:19,1 | +1,3      |
| 7   | 11 | Denny Hulme        | McLaren-Cosworth | 1:19,1 | +1,3      |
| 8   | 4  | Jacky Ickx         | Ferrari          | 1:19,2 | +1,4      |
| 9   | 10 | François Cevert    | Tyrrell-Cosworth | 1:19,2 | +1,4      |
| 10  | 16 | Pedro Rodríguez    | BRM              | 1:19,3 | +1,5      |
| 11  | 12 | Peter Gethin       | McLaren-Cosworth | 1:19,6 | +1,8      |
| 12  | 15 | Dave Charlton      | Brabham-Cosworth | 1:19,8 | +2,0      |
| 13  | 7  | Ronnie Peterson    | March-Cosworth   | 1:19,9 | +2,1      |
| 14  | 3  | Reine Wisell       | Lotus-Cosworth   | 1:19,9 | +2,1      |
| 15  | 21 | Rolf Stommelen     | Surtees-Cosworth | 1:20,1 | +2,3      |
| 16  | 17 | Jo Siffert         | BRM              | 1:20,2 | +2,4      |
| 17  | 28 | Brian Redman       | Surtees-Cosworth | 1:20,2 | +2,4      |
| 18  | 22 | Henri Pescarolo    | March-Cosworth   | 1:20,2 | +2,4      |
| 19  | 14 | Graham Hill        | Brabham-Cosworth | 1:20,5 | +2,7      |
| 20  | 25 | Jackie Pretorius   | Brabham-Cosworth | 1:21,7 | +3,9      |
| 21  | 24 | John Love          | March-Cosworth   | 1:21,9 | +4,1      |
| 22  | 8  | Andrea de Adamich  | March-Alfa Romeo | 1:22,2 | +4,4      |
| 23  | 23 | Jo Bonnier         | McLaren-Cosworth | 1:22,3 | +4,5      |
| 24  | 27 | Howden Ganley      | BRM              | 1:23,7 | +5,9      |
| 25  | 26 | Alex Soler-Roig    | March-Cosworth   | 1:25,8 | +8,0      |

### Dirka
| Poz | Št | Dirkač             | Konstruktor      | Krogi | Čas/Odstop      | Št. m. | Toč |
| --- | -- | ------------------ | ---------------- | ----- | --------------- | ------ | --- |
| 1   | 6  | Mario Andretti     | Ferrari          | 79    | 1:47:35,5       | 4      | 9   |
| 2   | 9  | Jackie Stewart     | Tyrrell-Cosworth | 79    | + 20,9 s        | 1      | 6   |
| 3   | 5  | Clay Regazzoni     | Ferrari          | 79    | + 31,4 s        | 3      | 4   |
| 4   | 3  | Reine Wisell       | Lotus-Cosworth   | 79    | + 1:09,4        | 14     | 3   |
| 5   | 19 | Chris Amon         | Matra            | 78    | +1 krog         | 2      | 2   |
| 6   | 11 | Denny Hulme        | McLaren-Cosworth | 78    | +1 krog         | 7      | 1   |
| 7   | 28 | Brian Redman       | Surtees-Cosworth | 78    | +1 krog         | 17     |     |
| 8   | 4  | Jacky Ickx         | Ferrari          | 78    | +1 krog         | 8      |     |
| 9   | 14 | Graham Hill        | Brabham-Cosworth | 77    | +2 kroga        | 19     |     |
| 10  | 7  | Ronnie Peterson    | March-Cosworth   | 77    | +2 kroga        | 13     |     |
| 11  | 22 | Henri Pescarolo    | March-Cosworth   | 77    | +2 kroga        | 18     |     |
| 12  | 21 | Rolf Stommelen     | Surtees-Cosworth | 77    | +2 kroga        | 15     |     |
| 13  | 8  | Andrea de Adamich  | March-Alfa Romeo | 75    | +4 krogi        | 22     |     |
| Ods | 2  | Emerson Fittipaldi | Lotus-Cosworth   | 58    | Motor           | 5      |     |
| Ods | 20 | John Surtees       | Surtees-Cosworth | 56    | Menjalnik       | 6      |     |
| Ods | 10 | François Cevert    | Tyrrell-Cosworth | 45    | Trčenje         | 9      |     |
| Ods | 27 | Howden Ganley      | BRM              | 42    | Okvara          | 24     |     |
| Ods | 16 | Pedro Rodríguez    | BRM              | 33    | Pregrevanje     | 10     |     |
| Ods | 15 | Dave Charlton      | Brabham-Cosworth | 31    | Motor           | 16     |     |
| Ods | 17 | Jo Siffert         | BRM              | 31    | Pregrevanje     | 12     |     |
| Ods | 24 | John Love          | March-Cosworth   | 30    | Diferencial     | 21     |     |
| Ods | 25 | Jackie Pretorius   | Brabham-Cosworth | 22    | Motor           | 20     |     |
| Ods | 12 | Peter Gethin       | McLaren-Cosworth | 7     | Puščanje goriva | 11     |     |
| Ods | 23 | Jo Bonnier         | McLaren-Cosworth | 5     | Vzmetenje       | 23     |     |
| Ods | 26 | Alex Soler-Roig    | March-Cosworth   | 5     | Motor           | 25     |     |